# كرياتسو
كرياتسو (بالإيطالية: Creazzo)‏ هي مدينة وبلدية في مقاطعة فشنزة بمنطقة فنيتة، شمال إيطاليا.